# Arden (Delaware)
Arden es una villa ubicada en el condado de New Castle en el estado estadounidense de Delaware. En el año 2000 tenía una población de 474 habitantes y una densidad poblacional de 687 personas por km².

## Geografía
Arden se encuentra ubicado en las coordenadas 39°48′41″N 75°29′16″O / 39.81139, -75.48778.

## Demografía
Según la Oficina del Censo en 2000 los ingresos medios por hogar en la localidad eran de $56,731, y los ingresos medios por familia eran $70,893. Los hombres tenían unos ingresos medios de $48,125 frente a los $38,333 para las mujeres. La renta per cápita para la localidad era de $30,422. Alrededor del 2.1% de la población estaban por debajo del umbral de pobreza.